# Vom Himmel hoch (Mendelssohn)
Die Weihnachtskantate Vom Himmel hoch (MWV A 10) ist eine Choralkantate von Felix Mendelssohn Bartholdy aus dem Jahr 1831 über das gleichnamige Weihnachtslied von Martin Luther. Schon während Mendelssohns Lehrjahren bei Carl Friedrich Zelter spielte die Choralbearbeitung eine große Rolle im Mendelssohnschen Schaffen, was nicht zuletzt auf die Beschäftigung mit dem Bachschen Werk zurückzuführen ist.
Die Kantate sieht einen fünfstimmigen gemischten Chor (SSATB), Soli (Sopran/Bariton) und ein klassisches Orchester (2.2.2.2. 2.2.0. Timp. Str.) vor. Der Text enthält keine freie Dichtung, sondern verwendet ausschließlich Strophen des zugrunde liegenden Kirchenliedes. Dabei ergibt sich der folgende Ablauf:
1. Chor: Vom Himmel hoch (Choralstrophen 1 und 2)
2. Arie (Bariton): Es ist der Herr Christ, unser Gott (Choralstrophe 3/Anfang 4)
3. Choral: Er bringt euch alle Seligkeit (Choralstrophe 4)
4. Arie (Sopran): Sei willkommen, du edler Gast (Choralstrophen 8 und 10)
5. Arioso (Bariton): Das also hat gefallen dir (Choralstrophe 12)
6. Chor: Lob, Ehr sei Gott im höchsten Thron (Choralstrophe 15)

Die Aufführungsdauer beträgt ca. 16 Minuten.